# Фонд сучасного мистецтва Картьє
48°50′14″ пн. ш. 2°19′55″ сх. д. / 48.837291791163° пн. ш. 2.3319161312836° сх. д.
Фонд сучасного мистецтва Картьє (фр. Fondation Cartier pour l'art contemporain, також відомий як фр. Fondation Cartier) — приватний музей сучасного мистецтва в Парижі.
Спочатку розташовувався в місті Jouy-en-Josas департаменту Івелін, з 1994 року знаходиться в Парижі в районі Монпарнас на бульварі Boulevard Raspail, 261; в будівлі, спроектованій французьким архітектором Жаном Нувелем. Станом на 2014 рік музей відвідало близько 3 340 000 чоловік.

## Історія
Музей був заснований в 1984 році компанією Cartier SA після того, як її президент Алан-Домінік Перрен відреагував на пропозицію художника Сезара і режисера Ерве Шандеса підтримати сучасних майстрів живопису і скульптури з усього світу. В результаті було створено виставковий простір для митців, а також місце зустрічі любителів мистецтва.
З 1984 по 1993 рік музей був розташований недалеко від Версаля. Коли Американський культурний центр вирішив залишити свої приміщення на паризькому бульварі Raspail, які він займав з 1934 року, Фонд сучасного мистецтва Картьє переїхав на це місце і доручив архітекторові Жану Нувель створити нову сучасну будівлю - вона була відкрита в 1994 році. З 1984 по 1993 рік директором музею була Марі-Клод Бо; в 1994 році на цій посаді її змінив Ерве Шандес (Hervé Chandès), який є генеральним директором музею по теперішній час. 
Нова шестиповерхова будівля музею зі скла і сталі має виставкову площу 1200 м², оточену садом, спроектованим художником Лотаром Баумгартеном. Назва саду - Theatrum Botanicum - запозичена з однойменної книги, яка була написана в 1640 році англійським ботаніком Джоном Паркінсоном. В саду налічується понад 240 видів рослин. Екологічний баланс флори і фауни саду підтримується спеціальними співробітниками музею. Цікаво, що на території саду збережений історичний кедр, посаджений в 1823 році французьким письменником Франсуа Шатобріаном.  
Колекція Фонду сучасного мистецтва Картьє включає більше 1500 робіт, створених понад 350 художниками з усіх континентів: картини, скульптури, відео, фотографії, інсталяції. Роботи з його колекції регулярно здаються в оренду і експонуються в музеях по всьому світу. Куратором музейної колекції є Грація Куарон.
У 2019 році музей зробив екслюзивну виставку присвячену деревам - як заклик до збереження довкілля та привернення уваги екологів та політиків.